# 2000 Light Years from Home
"2000 Light Years from Home" is een nummer van de Britse band The Rolling Stones. Het nummer werd uitgebracht op hun album Their Satanic Majesties Request uit 1967. In november van dat jaar werd het nummer, als dubbele A-kant met "She's a Rainbow", uitgebracht als de tweede en laatste single van het album.

## Achtergrond
"2000 Light Years from Home" is geschreven door zanger Mick Jagger en gitarist Keith Richards en geproduceerd door alle bandleden. Jagger schreef de tekst in juni 1967 in een gevangenis in Brixton, waar hij met Richards zat nadat zij waren veroordeeld voor drugsbezit. In juli en september 1967 werd het nummer opgenomen door de band in de Olympic Studios in Londen. De werktitel van het, dan nog grotendeels instrumentale, nummer was "Toffee Apple". Op het nummer is prominent een mellotron te horen, die werd gespeeld door Brian Jones.
"2000 Light Years from Home" werd in een aantal landen enkel uitgebracht als de B-kant van de single "She's a Rainbow", maar in andere landen vormde het een dubbele A-kant met deze single. In Duitsland en Wallonië bereikte de single op zichzelf de hitlijsten; het behaalde hier respectievelijk de vijfde en de zesde plaats. In Nederland kwam het als dubbele A-kant tot de derde plaats in de Top 40.
"2000 Light Years from Home" was lange tijd het enige nummer van Their Satanic Majesties Request dat live werd gespeeld. Het duurde wel tot de tournee ter promotie van Steel Wheels in 1989-1990 tot het voor het eerst tijdens een concert te horen was. In 1991 werd een liveversie van het nummer uitgebracht als de B-kant van "Highwire". Pas in 1997 werd "She's a Rainbow" aan het live-repertoire van de band toegevoegd. Na 1990 duurde het 23 jaar voordat "2000 Light Years from Home" weer live werd gespeeld, wat gebeurde toen de band optrad op het Glastonbury Festival.

## Hitnoteringen

### Nederlandse Top 40
| Hitnotering: 23-12-1967 t/m 24-02-1968 | Hitnotering: 23-12-1967 t/m 24-02-1968 | Hitnotering: 23-12-1967 t/m 24-02-1968 | Hitnotering: 23-12-1967 t/m 24-02-1968 | Hitnotering: 23-12-1967 t/m 24-02-1968 | Hitnotering: 23-12-1967 t/m 24-02-1968 | Hitnotering: 23-12-1967 t/m 24-02-1968 | Hitnotering: 23-12-1967 t/m 24-02-1968 | Hitnotering: 23-12-1967 t/m 24-02-1968 | Hitnotering: 23-12-1967 t/m 24-02-1968 | Hitnotering: 23-12-1967 t/m 24-02-1968 | Hitnotering: 23-12-1967 t/m 24-02-1968 |
| Week                                   | 1                                      | 2                                      | 3                                      | 4                                      | 5                                      | 6                                      | 7                                      | 8                                      | 9                                      | 10                                     |                                        |
| -------------------------------------- | -------------------------------------- | -------------------------------------- | -------------------------------------- | -------------------------------------- | -------------------------------------- | -------------------------------------- | -------------------------------------- | -------------------------------------- | -------------------------------------- | -------------------------------------- | -------------------------------------- |
| Nummer                                 | 20                                     | 9                                      | 5                                      | 3                                      | 3                                      | 3                                      | 4                                      | 6                                      | 10                                     | 25                                     | uit                                    |

### NPO Radio 2 Top 2000
| Nummer met noteringen in de NPO Radio 2 Top 2000 | '05  | '06  | '07  | '08  | '09  | '10  | '11  | '12  |
| ------------------------------------------------ | ---- | ---- | ---- | ---- | ---- | ---- | ---- | ---- |
| 2000 Light Years from Home                       | 1468 | 1317 | 1561 | 1799 | 1840 | 1905 | 1822 | 1727 |

1. ↑  Een vetgedrukt getal geeft de hoogste notering aan.
2. ↑  2005 was het eerste jaar met een notering voor dit nummer.
3. ↑  Deze tabel is bijgewerkt tot en met de laatste editie (2024).